# 八丈島
八丈島（はちじょうじま、はちじょうしま）は、伊豆諸島に属する有人島である。隣の八丈小島と区別するため、八丈本島もしくは八丈大島と呼ばれることもある。

## 地理

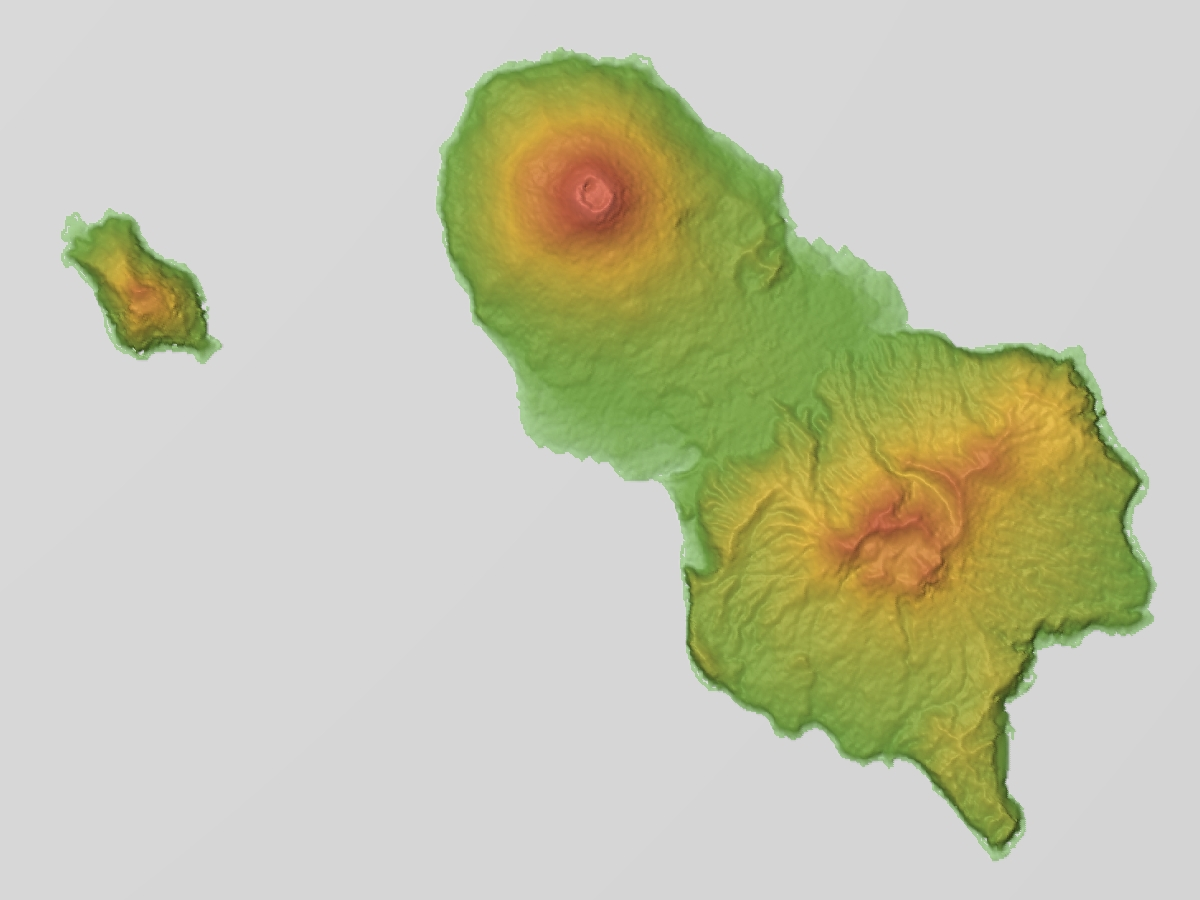
地形図
上が西山（別名：八丈富士）
右が東山（別名：三原山）

東京都の本州島側地域の南方287キロメートル、御蔵島の南南東約75キロメートルの海上にあり、東山と西山のふたつの火山が接合した北西-南東14キロメートル、北東-南西7.5キロメートルのひょうたん型をした島。面積は山手線の内側とほぼ同じ。羽田空港から飛行機で片道55分で行けることと、沖縄と比べても安価な旅費で済むため、手軽なリゾート地として親しまれている。
海底地形では、八丈島を含む地塊は島の北側では北方約25キロメートルにある黒瀬（黒瀬堆）が地塊の北縁になっており、島の南側では南八丈堆が島棚の南端になっている。
八丈島は東京都心から遥か南に位置するが、その緯度は大分県大分市とほとんど同じ（北緯33度6分）であり、ハワイ（北緯18度55分）や沖縄（北緯26度12分）に比べると高緯度に位置することから、常夏とは言いがたい気候となっている。それでも日本で海外渡航が自由化された1964年においては、ハワイ旅行が当時の国家国務員大卒初任給（1万9100円）の19倍となる36万4000円と非常に壁が高かったことに加え、当時は沖縄もアメリカ軍の統治下にあったため、ハワイの代替として新婚旅行などの旅行先に選ばれることが多かった。
1964年（昭和39年）には富士箱根伊豆国立公園に指定された。

### 火山
富士火山帯に属する火山島であり、日本の気象庁によると火山活動度ランクCの活火山である。東山は約10万年前から約3700年前まで活動し、約4万年前にカメソウノ鼻火砕流、鴨川火砕流を噴出した噴火で、山頂部に6×4.5kmの東山カルデラ湖を形成したと考えられている。完新世内では約4千年前と約6.6千年前に規模の大きな噴火が発生している。最終噴火は有史以前であり、歴史記録上の噴火はない。西山は数千年前から活動を始めた新しい火山で、山頂に直径約500メートルの火口がある。1487年（文明19年／長享元年）12月、1518年（永正15年）2月、1522年（大永2年） - 1523年（大永3年）、1605年（慶長10年）10月、1606年（慶長11年）1月に噴火が記録されており、特に1606年の記録には、海底噴火によって火山島ができたとされる。なお、最後の噴火の記録については1605年といわれたり1606年といわれたり、多くの資料において統一がされておらず、また八丈島誌などには最後の噴火を富士山宝永噴火の1707年（宝永4年）とする説もある。ただしこれについては伝聞などによる記録の為、信憑性に疑問が残されている。
東山と西山の間にある低地には、20以上の側火山（寄生火山）があり、海岸近くには神止山などのマグマ水蒸気爆発による火砕丘がある。17世紀までに数回活動した記録があるが、規模は大きくなかったと考えられている。

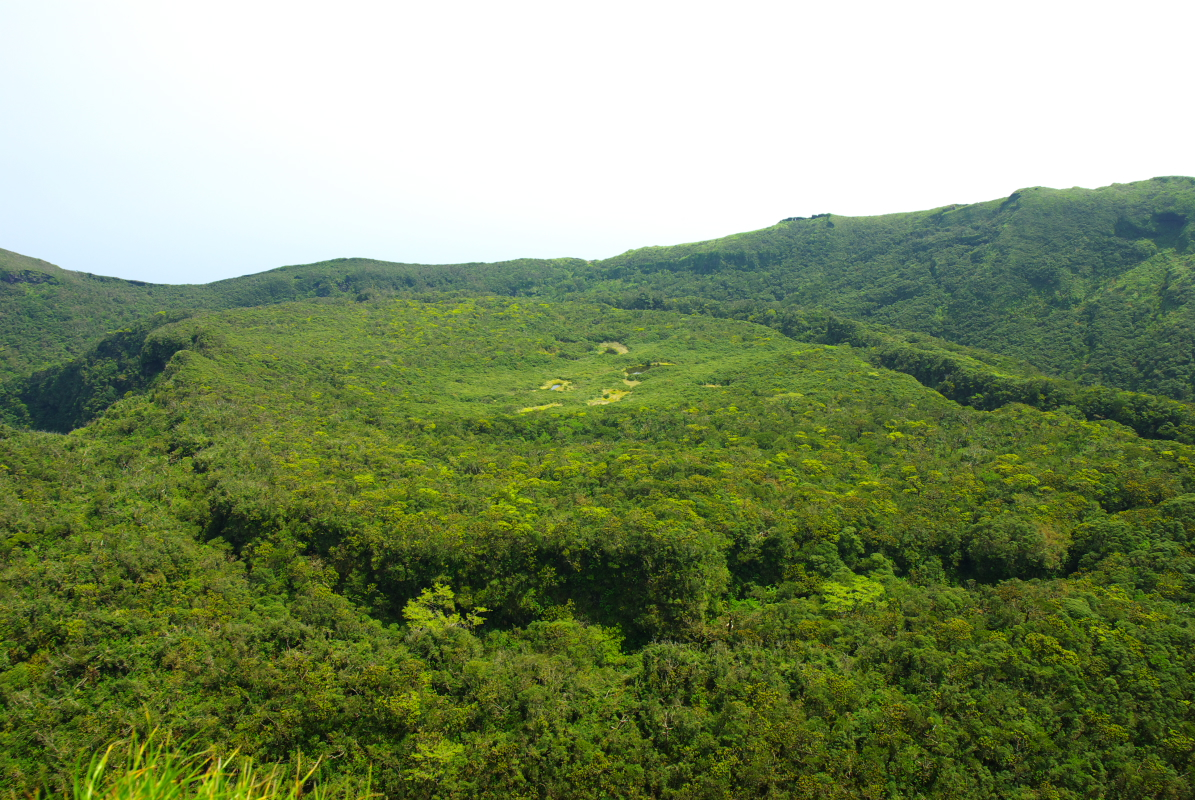
八丈富士（西山）の火口内 南西より
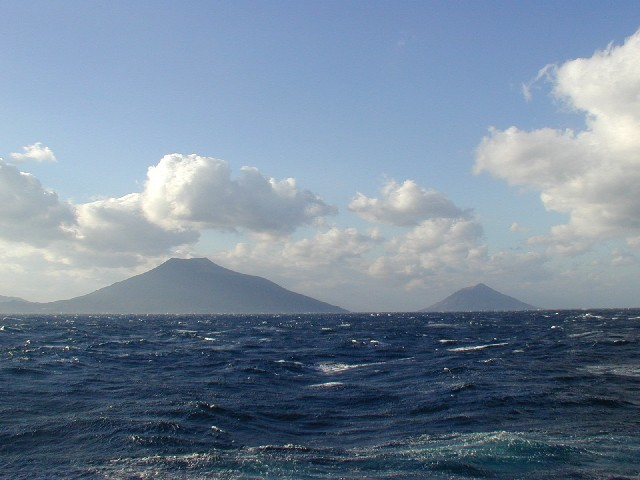
八丈富士と八丈小島
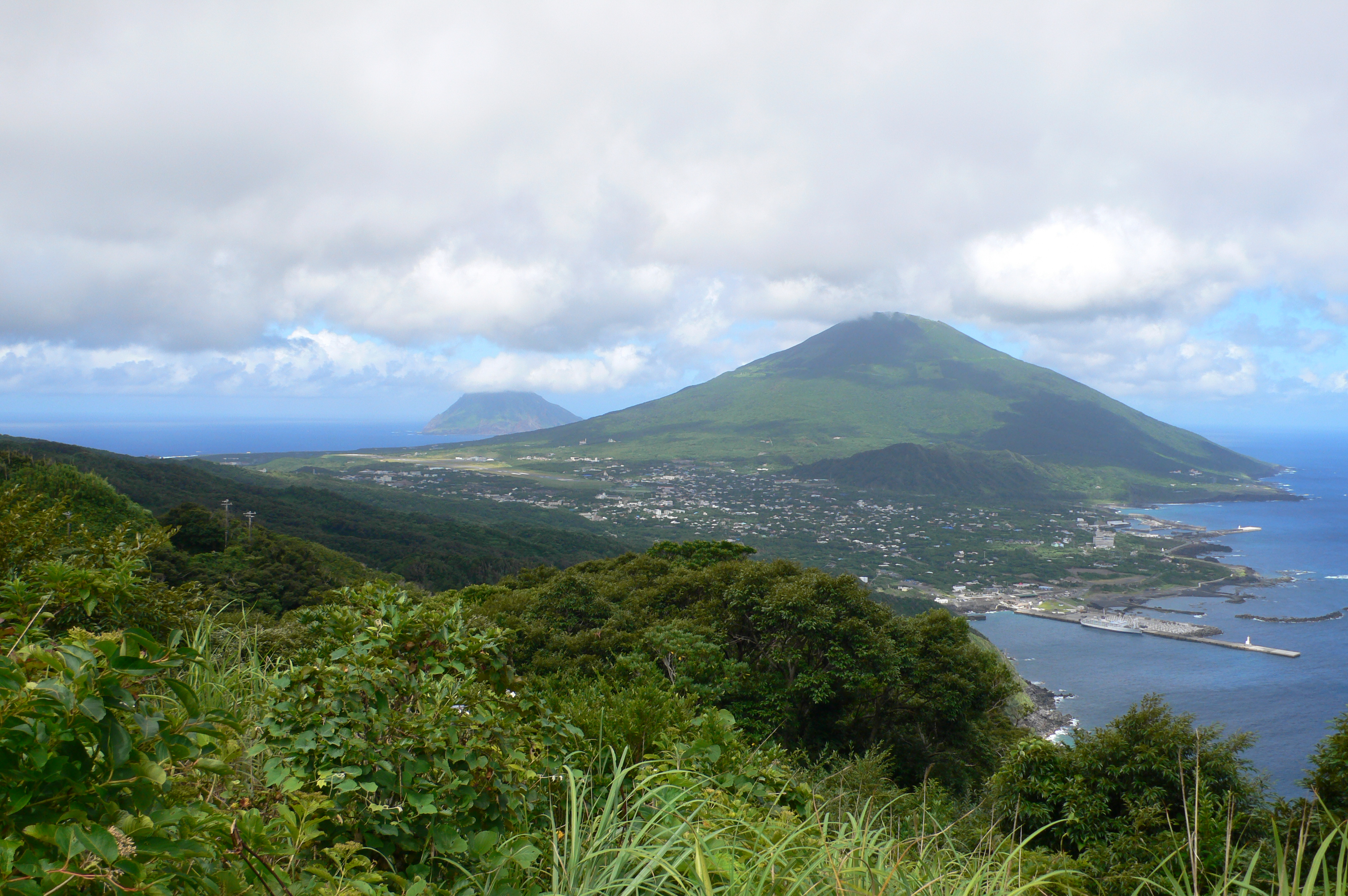
登龍峠から八丈富士を望む
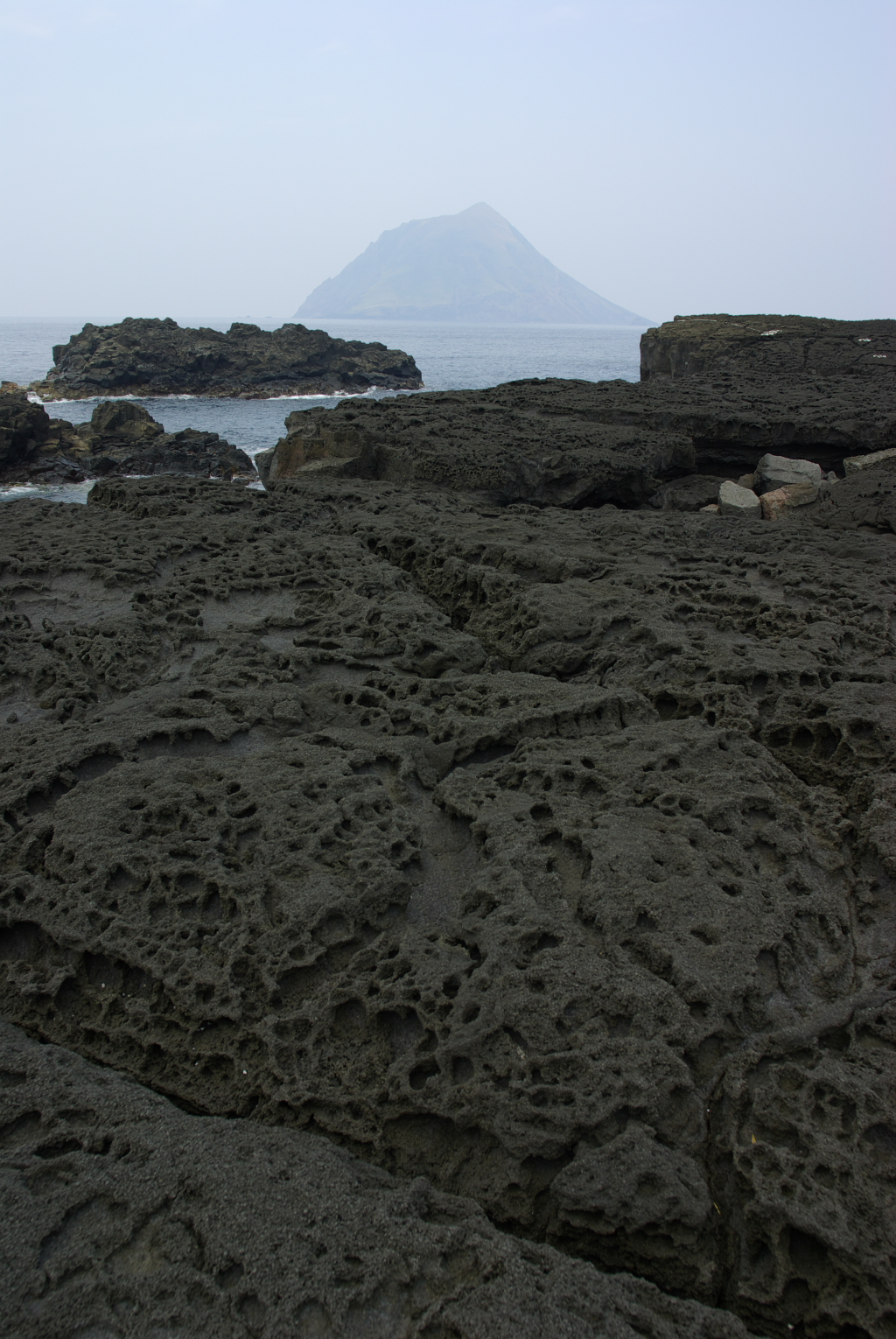
南原千畳敷海岸の網目状の玄武岩質溶岩。奥は八丈小島

## 気候
気候は暖流である黒潮の影響を受け、ケッペンの気候区分で言う所の温暖湿潤気候(Cfa)となっている。1991年 - 2020年の平年値では年平均気温は18.0℃となっており、高温多湿。年間を通して風が強く、雨が多いのが特徴である。そのため、「常春の島」とも言われている。なお、雪は全く降らないというわけではなく、数年に一度の頻度で降る。
| 八丈島八丈町大賀郷（八丈島特別地域気象観測所、標高151m）の気候 | 八丈島八丈町大賀郷（八丈島特別地域気象観測所、標高151m）の気候 | 八丈島八丈町大賀郷（八丈島特別地域気象観測所、標高151m）の気候 | 八丈島八丈町大賀郷（八丈島特別地域気象観測所、標高151m）の気候 | 八丈島八丈町大賀郷（八丈島特別地域気象観測所、標高151m）の気候 | 八丈島八丈町大賀郷（八丈島特別地域気象観測所、標高151m）の気候 | 八丈島八丈町大賀郷（八丈島特別地域気象観測所、標高151m）の気候 | 八丈島八丈町大賀郷（八丈島特別地域気象観測所、標高151m）の気候 | 八丈島八丈町大賀郷（八丈島特別地域気象観測所、標高151m）の気候 | 八丈島八丈町大賀郷（八丈島特別地域気象観測所、標高151m）の気候 | 八丈島八丈町大賀郷（八丈島特別地域気象観測所、標高151m）の気候 | 八丈島八丈町大賀郷（八丈島特別地域気象観測所、標高151m）の気候 | 八丈島八丈町大賀郷（八丈島特別地域気象観測所、標高151m）の気候 | 八丈島八丈町大賀郷（八丈島特別地域気象観測所、標高151m）の気候 |
| 月                                                             | 1月                                                            | 2月                                                            | 3月                                                            | 4月                                                            | 5月                                                            | 6月                                                            | 7月                                                            | 8月                                                            | 9月                                                            | 10月                                                           | 11月                                                           | 12月                                                           | 年                                                             |
| -------------------------------------------------------------- | -------------------------------------------------------------- | -------------------------------------------------------------- | -------------------------------------------------------------- | -------------------------------------------------------------- | -------------------------------------------------------------- | -------------------------------------------------------------- | -------------------------------------------------------------- | -------------------------------------------------------------- | -------------------------------------------------------------- | -------------------------------------------------------------- | -------------------------------------------------------------- | -------------------------------------------------------------- | -------------------------------------------------------------- |
| 最高気温記録 °C （°F）                                         | 21.5 (70.7)                                                    | 21.9 (71.4)                                                    | 22.7 (72.9)                                                    | 26.3 (79.3)                                                    | 27.4 (81.3)                                                    | 30.4 (86.7)                                                    | 35.5 (95.9)                                                    | 34.8 (94.6)                                                    | 33.2 (91.8)                                                    | 31.0 (87.8)                                                    | 26.4 (79.5)                                                    | 24.6 (76.3)                                                    | 35.5 (95.9)                                                    |
| 平均最高気温 °C （°F）                                         | 12.9 (55.2)                                                    | 13.5 (56.3)                                                    | 15.8 (60.4)                                                    | 18.9 (66)                                                      | 21.8 (71.2)                                                    | 24.1 (75.4)                                                    | 27.7 (81.9)                                                    | 29.6 (85.3)                                                    | 27.6 (81.7)                                                    | 23.8 (74.8)                                                    | 20.0 (68)                                                      | 15.6 (60.1)                                                    | 20.9 (69.6)                                                    |
| 日平均気温 °C （°F）                                           | 10.1 (50.2)                                                    | 10.4 (50.7)                                                    | 12.5 (54.5)                                                    | 15.8 (60.4)                                                    | 18.8 (65.8)                                                    | 21.3 (70.3)                                                    | 25.2 (77.4)                                                    | 26.5 (79.7)                                                    | 24.5 (76.1)                                                    | 21.0 (69.8)                                                    | 16.9 (62.4)                                                    | 12.7 (54.9)                                                    | 18.0 (64.4)                                                    |
| 平均最低気温 °C （°F）                                         | 7.6 (45.7)                                                     | 7.5 (45.5)                                                     | 9.3 (48.7)                                                     | 12.9 (55.2)                                                    | 16.2 (61.2)                                                    | 19.4 (66.9)                                                    | 23.3 (73.9)                                                    | 24.3 (75.7)                                                    | 22.3 (72.1)                                                    | 18.7 (65.7)                                                    | 14.2 (57.6)                                                    | 9.9 (49.8)                                                     | 15.5 (59.9)                                                    |
| 最低気温記録 °C （°F）                                         | −1.8 (28.8)                                                    | −2.0 (28.4)                                                    | 0.0 (32)                                                       | 4.5 (40.1)                                                     | 8.3 (46.9)                                                     | 11.5 (52.7)                                                    | 15.6 (60.1)                                                    | 16.7 (62.1)                                                    | 14.7 (58.5)                                                    | 10.4 (50.7)                                                    | 5.9 (42.6)                                                     | 0.3 (32.5)                                                     | −2.0 (28.4)                                                    |
| 降水量 mm （inch）                                             | 201.7 (7.941)                                                  | 205.5 (8.091)                                                  | 296.5 (11.673)                                                 | 215.2 (8.472)                                                  | 256.7 (10.106)                                                 | 390.3 (15.366)                                                 | 254.1 (10.004)                                                 | 169.5 (6.673)                                                  | 360.5 (14.193)                                                 | 479.1 (18.862)                                                 | 277.4 (10.921)                                                 | 200.2 (7.882)                                                  | 3,306.6 (130.181)                                              |
| 平均降水日数 （≥0.5 mm）                                       | 16.3                                                           | 15.5                                                           | 17.9                                                           | 14.1                                                           | 14.1                                                           | 16.9                                                           | 12.0                                                           | 12.1                                                           | 16.7                                                           | 17.8                                                           | 15.2                                                           | 16.0                                                           | 184.7                                                          |
| % 湿度                                                         | 68                                                             | 69                                                             | 71                                                             | 77                                                             | 84                                                             | 91                                                             | 92                                                             | 87                                                             | 86                                                             | 82                                                             | 74                                                             | 69                                                             | 79                                                             |
| 平均月間日照時間                                               | 84.9                                                           | 87.8                                                           | 124.5                                                          | 139.4                                                          | 148.5                                                          | 87.1                                                           | 137.3                                                          | 185.9                                                          | 139.6                                                          | 107.1                                                          | 102.6                                                          | 100.4                                                          | 1,445                                                          |
| 出典：気象庁 (平均値：1991年-2020年、極値：1906年-現在)        |                                                                |                                                                |                                                                |                                                                |                                                                |                                                                |                                                                |                                                                |                                                                |                                                                |                                                                |                                                                |                                                                |

## 自然環境
伊豆・小笠原諸島の他の島々と同様に、土着の陸棲・半陸棲の哺乳類は限定されており、絶滅したとされるニホンアシカをのぞけばコウモリ類のみであり、ニホンイタチ、クマネズミ、キョンが代表的な外来生物である。
一方で、南方の島嶼である事もあって鳥類や昆虫や海洋生物などの多様性に優れており、多数の魚類や甲殻類、アオウミガメやアカウミガメなどが見られる他にも、御蔵島等からミナミハンドウイルカが八丈島にも来遊する事が度々ある。
2015年（平成27年）ごろからは11月 - 4月の期間は周辺海域にザトウクジラが出現するようになり、小笠原諸島よりも気軽に行けて陸上からも容易に観察できるホエールウオッチングの場として注目されており、2023年に公開された『名探偵コナン 黒鉄の魚影』でも題材として取り扱われている。また、東京海洋大学などの研究チームもシーズンになると島に訪れ、漁船などを用いて分布調査を行っている。一方、三宅島でも2018年（平成30年）ごろからザトウクジラが安定して観察できる様になっている。
2020年（令和2年）、例年になく夏季の海水温が高い状態が続き、底土海水浴場を代表とするサンゴ礁が白化する事態が起きた。それから約半年の2021年（令和3年）5月現在、徐々に回復に向かっている様子が現地ダイバーによって確認されている。

## 歴史
考古学的には、縄文時代に人が住んでいたことが、湯浜遺跡や倉輪遺跡から確認されている。
律令制度においては、東海道駿河国に当初含まれていた。
平安時代に伊豆大島へ流罪となった源為朝が渡来し、八丈小島で自害した伝説が残っている。
1600年（慶長5年）関ヶ原の戦いに西軍石田三成方に属した宇喜多秀家がこの島に流される。
最後の流人（最後まで流刑状態にあった人物）は北方探検で知られる旗本近藤重蔵の嫡男、近藤富蔵である。1826年（文政9年）に殺人を犯して八丈島に遠島となり50年以上もの間、島で流人としての日々を送った末、1880年（明治13年）にようやく明治政府により赦免された。近藤が流人生活の間に記した『八丈実記』(原字:八丈實記)は、島の研究の資料として東京都文化財に指定されている。しかしこの八丈実記には、検証してみると島に残されている他の資料との相違点がいくつもあり、島の歴史を語る資料としては不適切であると唱える者もいる。
また、吉村昭の『漂流』は、野村長平ら鳥島への漂着者を題材にした小説だが、彼らが青ヶ島を経由して生還した地が八丈島であり、5か村4000戸が地役人を中心に統治され、本土との連絡も緊密な様子が終盤に描写されている。
江戸時代には、たびたび飢饉にさらされ、特に明和年間の大飢饉では島全体で多くの餓死者が出たが、その中でも中之郷村内では実に733人の餓死者が発生、生き残ったのは400人足らずであった。この悲劇を伝える「明和飢饉餓死者冥福之碑」が中之郷地区に存在する。
1947年（昭和22年）7月、当時の都知事であった安井誠一郎が島内を視察。山羊の導入や開墾を伴う入植計画、サメ漁などの産業振興を提案。島は今に東京の宝島になるとして持ち上げた。
集落間で水争いや集落の境界の揉め事を竹槍で争う事件も起きた。この対立は明治時代以降も三根村と大賀郷村との間に遺恨として残り、太平洋戦争の後も高校の誘致や中学校の建設などで競合が起こった。1954年（昭和29年）、昭和の大合併の中、先行して三根村が八丈村へ合流すると、大賀郷村は最後まで合流に抵抗を示した。
戦後の八丈島は観光産業が発達し、1960年代には海外旅行と比較して安価であることと温和な気候から、首都圏からの新婚旅行先としても人気が高かった。当時の八丈島は庶民の間で「日本のハワイ」と呼ばれていた。海外旅行の制限が廃止され、海外旅行が安価になり、本物のハワイが身近になり、沖縄も日本に返還された1970年代以降、観光客の入込数は減少傾向にある。ただし現在でも、観光が島にとって重要産業であることに変わりはない。島には廃墟化した当時の巨大ホテルが取り壊されずに残っており、当時の繁栄がうかがえる。

現在営業している主要なホテルとしては「リードパークリゾート八丈島」「八丈ビューホテル」「リゾート・シーピロス」、民宿として「船見荘」「ガーデン荘」などがある。釣り人用の宿として「アサギク」などもある。
1971年（昭和46年）、八丈富士を周回する都道の拡幅が、用地を地元が無償提供する条件で計画された。用地交渉にあたって地権者を調査すると1960年代のうちに土地の多くが売り払われており、400人の地権者の7割近くが島外者であったとの記録が残る。
1972年（昭和47年）、島外の業者の手によりストリップ劇場が建設され始めたことが発覚し、島内では市民団体「八丈島の明るい環境を守る会」が、島外では「東京都地域婦人団体連盟」などが強い反対運動を展開した。八丈町役場側も水道水の給水を拒否する条例案を準備して対抗した。翌年八丈町が劇場敷地(2,097㎡)・寺山山林(501㎡)・建物(325㎡)を5,300万円で買収し、建物は一部改造し三根老人福祉館として開館した。
かつては映画館やゲームセンターなど多数の娯楽施設も存在した。現在もパチンコ店、ボウリング場、カラオケ店、ゴルフ場などが細々と営業を続けているが、何れも本州と比較して古びており、スケールも小さいものばかりである。また、現代に至るまで全日食チェーンやヤマト運輸を除いて、本州にあるような大手企業による店舗やサービスが一切無く、コンビニもファストフードもない。そのため、夜間営業を行わない個人営業の店で買い物をするしかなく、深夜には買い物自体が出来ない状況となっている。大手企業によるサービスが無いため生活面で不便な反面、多くの店舗が島民による自営業として運営されている。

## 太平洋戦争下の八丈島
太平洋戦争の際には、連合軍の南方からの侵攻に備えるべく、小笠原諸島が陥落した際の次なる防衛拠点とされていた。1945年（昭和20年）春時点では民間人口を大きく上回る大日本帝国陸軍・海軍の守備隊が配置されていた。以下はその一覧である。

### 陸軍
- 独立混成第六七旅団及び司令部(浦一二三七八部隊)
- 独立混成第四三連隊(浦七八三四上杉部隊)
- 独立混成第十六連隊(淀六〇六四酒井部隊)
- 第二警備司令部(東部二一六〇部隊)
- 特設警備第五大隊(東部二一六九部隊)
- 独立歩兵第四二五大隊(浦一〇二七六部隊)
- 独立歩兵第四二六大隊(浦一〇二七七部隊)
- 独立歩兵第六六八大隊(浦一四二三四部隊)
- 独立歩兵第六六九大隊(浦三三六九部隊)
- 独立工兵第六三大隊(基二八九三部隊)
- 独立野砲兵第一二大隊(浦一四二〇七部隊)
- 独立山砲兵第二三大隊(浦二八九二部隊)
- 独立野戦重砲兵第一〇〇大隊(浦一三三五九部隊)
- 独立速射砲第一五連隊(浦一二三七九部隊)
- 独立機関銃第一六大隊(浦一五五七四部隊)
- 独立速射砲第二四中隊(浦一四七九五二部隊)
- 陸上勤務第一一二中隊(浦九七四九部隊)
- 第三二航空情報隊(帥一九五〇部隊)
- 独立野戦高射砲第五二中隊(東部二一七四部隊)
- 野戦機関砲第五〇中隊(東部一九七一部隊)
- 独立自動車二一九中隊(基二八五六部隊)
- 独立重砲兵第四中隊(浦一三三六六部隊)
- 特設第四一機関砲隊(浦二一八三部隊)
- 特設第四二機関砲隊(浦二一八四部隊)
- 第一移動兵器修理隊(浦一二三六四部隊)
- 独立混成第六七旅団野戦病院(浦一二四三八部隊)
- 暁部隊分遣隊
- 憲兵隊分遣隊
- 特殊(残置)任務小隊

### 海軍

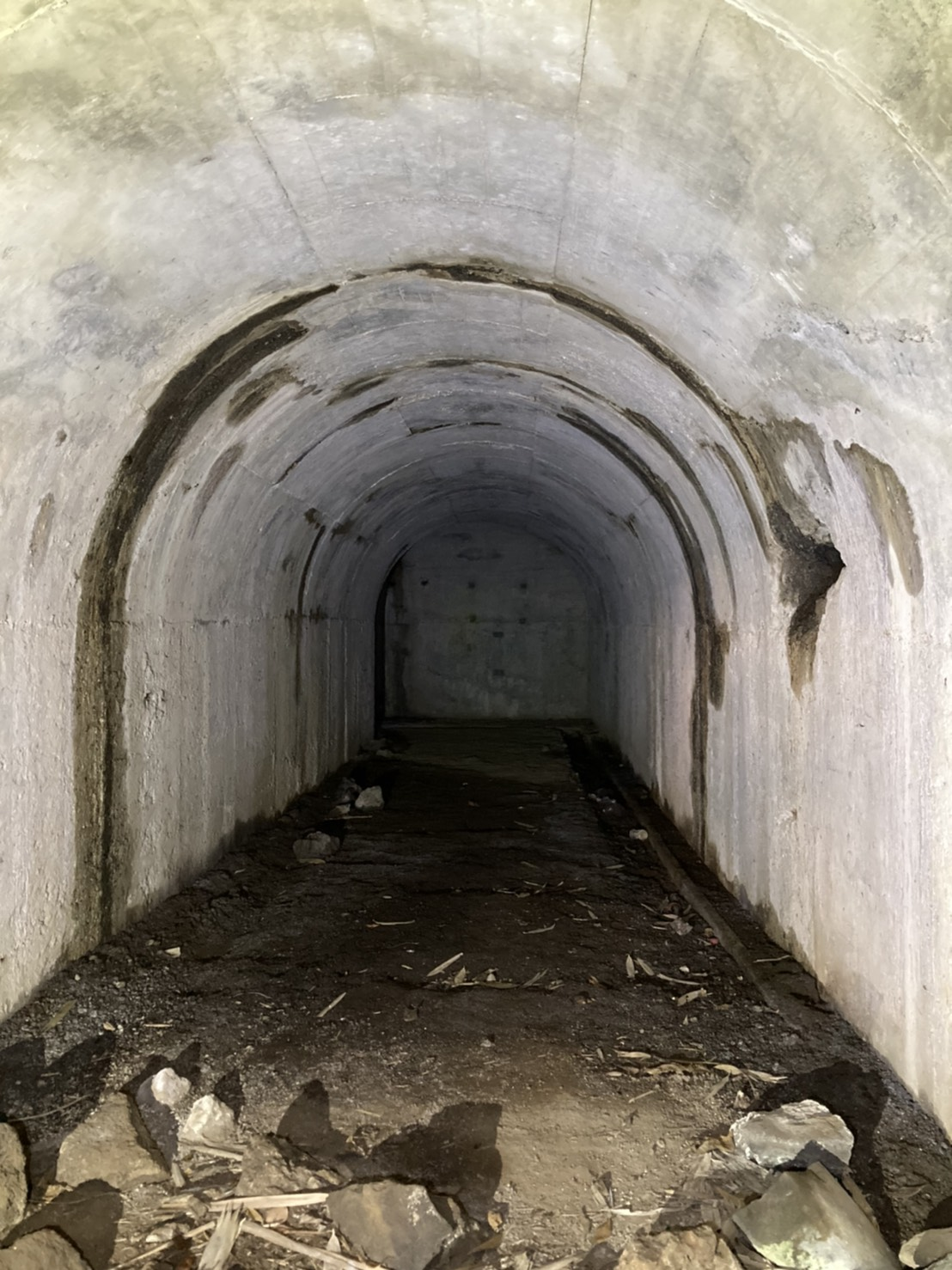
現在も島内に残る、海軍通信隊のものといわれるコンクリート壕

- 八丈島警備隊及び司令部
- 第三〇二海軍航空隊八丈島基地隊
- 第四特攻戦隊第二回天隊
- 第四特攻戦隊第一六震洋隊
- 第三〇五設営隊
- 海軍施設部八丈島分遣隊
- 海軍通信隊八丈島分遣隊靖国神社の軍事博物館「遊就館」の回天一型

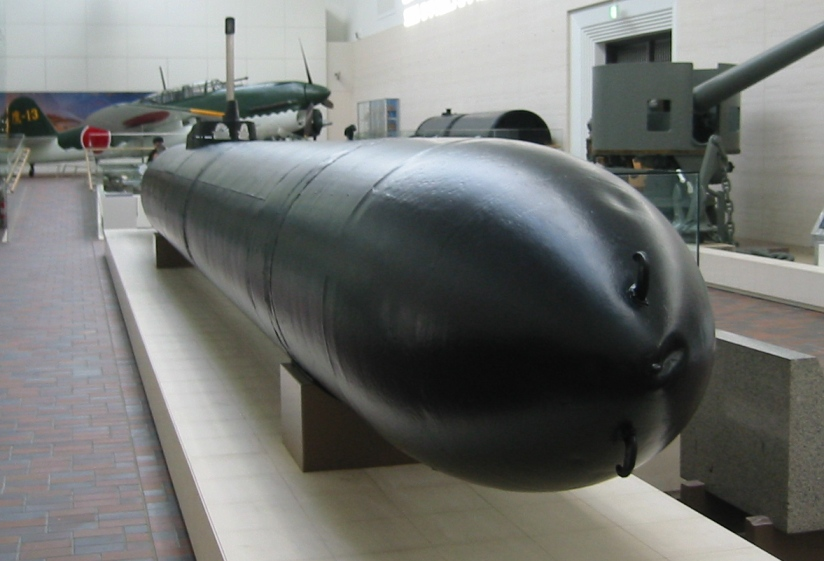
靖国神社の軍事博物館「遊就館」の回天一型

東日本では唯一の回天基地も造られた。島の主要港である底土港の近くにはその回天の格納壕が残されており、内部には戦後の爆破処理による回天本体の破片が今も壁に突き刺さっている。
1944年（昭和19年）7月以降、島民の本土疎開が進められて、人口の7割にあたる5,853人が、外国人疎開地に指定されていた長野県軽井沢町などに疎開したが、その途中で疎開船「東光丸」がアメリカ海軍の潜水艦「シードッグ」に撃沈されて、島民約60人を含む149人が死亡する事件も起きた。この事件をきっかけに「どうせ死ぬのなら故郷の島で」と、内地への疎開を拒む島民が数多くいたといわれている。島は空襲にもしばしばさらされ、滑走路や周辺施設への機銃掃射や爆弾投下により、守備隊側の戦死は数十名生じ、長楽寺への直撃弾など民間人の犠牲者として、11人が死傷した。
終戦後の1945年（昭和20年）8月24日、野戦重砲兵部隊の藤井大隊長の総指揮のもと、島のあらゆる箇所の砲台で実弾を用いて「砲兵隊集中射撃」として大規模な射撃演習を行った。三原山腹から八丈富士山麓に向かって行われ、轟々たる砲弾の発射音・飛行音・炸裂音は真昼の夏空にこだまして、敗戦のうっぷんを晴らさんとするかのようであったという。人的損害があっては困るので、射撃方向には相当な気を使ったという。尚、島のめならべ(女性)たちは「せめてこの砲撃を、一度でも敵に向かって撃たせてやりたかった」と嘆いたという。
結局八丈島での地上戦闘は起こらなかったものの、「防衛道路」や「鉄壁山」などに防衛拠点化の跡が残っている。また、硫黄島の戦いの教訓を生かし、より強固で複雑に作られた洞窟陣地や、司令部壕が三原山や神止山など島の至るところに現在も残されており、島の小学校や中学校では平和学習の一環として、壕の入り口を見学することがある。過去には洞窟陣地内で転落による死亡事故も発生していることや、大半が私有地であるため、無断の立ち入りは禁止されている。

## 方言
上代東国方言の名残を残している独自の八丈方言を使用している。八丈島の方言は流人によって伝えられたものも多くあるが、くに（内地）から来た殿上人、宇喜多秀家ら主従の影響も強く残る。その多くは公家言葉を偲ばせるが、旧所領であった岡山の方言に通ずるものも少なくない。2009年（平成21年）、国際連合教育科学文化機関（ユネスコ）から危機に瀕する言語と指定された。

## 行政機関
行政区分は東京都八丈町である。自動車の登録は品川ナンバーである。
東京都八丈支庁
東京都教育庁八丈出張所
八丈島区検察庁
東京家庭裁判所八丈島出張所
八丈島簡易裁判所
警視庁八丈島警察署
- 三根駐在所
- 川向駐在所
- 大賀郷駐在所
- 樫立駐在所
- 中之郷駐在所
- 末吉駐在所
- 空港警備派出所

## 交通
現在、本土との往来の手段として羽田空港からの航空路、もしくは竹芝桟橋からの海路となっている。いずれも毎日運航しているが、台風などの荒天により連続して欠航することもある。

### 空港
- 八丈島空港

### 航空路
固定翼機
全日本空輸 (ANA)が羽田空港との直行便を1日3便運航している。空港は山と山に挟まれた地形にあるため、風の影響を受けやすく霧も発生しやすいため、欠航や条件付出航しても引き返すということが発生する。
大島空港経由便は利用低迷を理由に2009年（平成21年）9月末で廃止され、羽田との便は1便減便された形となった。
2020年（令和2年）現在の使用機材はボーイング737-700,800型やエアバスA320といった単通路機である。かつては、エアーニッポンがYS-11・ボーイング737-200, 400, 500型機を運航していた。なお、ボーイング737-400型機の愛称はアイランドドルフィンで、八丈島路線のためにリース導入された機体であった。機体側面にイルカが描かれているのが特徴だった。
また、2005年（平成17年）10月より「東京国際空港線の運賃1割値下げ」を公約した八丈町長の浅沼道徳の念願が叶い、同年上期には片道あたり12,250 - 13,050円だった運賃が条件付きで片道あたり10,200円まで引き下げられた。条件は、半年間で1万人以上の利用者増というものであったが、これを達成し2006年（平成18年）4月以降も値下げ継続となった。その後は運賃の改定を繰り返して、2017年（平成25年）春ダイヤの時点では、往復運賃の片道あたりの運賃は14,900 - 15,000円となっている。
2017年（平成25年）9月1日からは、有人国境離島法による航空運賃の軽減措置が実施されることとなり、2017年春ダイヤからは往復運賃の片道あたりの運賃は14,900 - 15,000円であるところが、八丈町に住民登録をしている場合は片道13,790円まで軽減されることとなった。通称「アイきっぷ」である。
2020年の新型コロナウイルス感染拡大に伴う減便の影響も受けており、一時期は3便あるうちの2つの便が欠航という時期もあった。これにより、郵便や宅配便の配送日数にも影響が出た。
回転翼機（ヘリコプター）
伊豆諸島を結ぶヘリコミューターである東京愛らんどシャトルの拠点となっており、青ヶ島および御蔵島への路線が運航されている。

### 海路

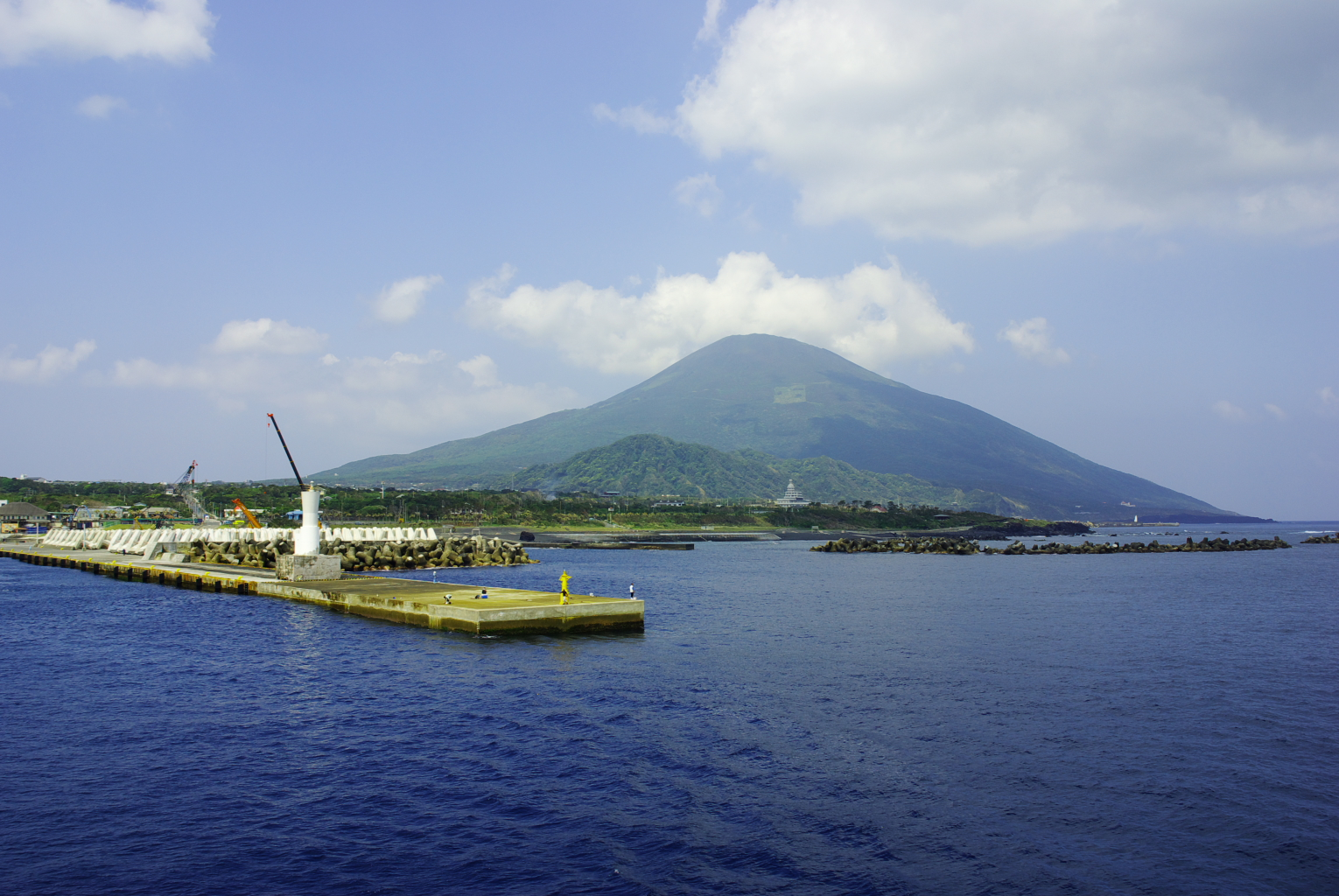
底土港と八丈富士（西山）
（かめりあ丸船上より）

東海汽船が貨客船橘丸やさるびあ丸を、伊豆七島海運が貨物船を定期運航している。主に島北東部の底土港へ着岸するが、時化で使用できない時は南西部の八重根港へ着岸する事もある。
竹芝桟橋と小笠原諸島の父島間にテクノスーパーライナーが就航した際に、竹芝 - 八丈島航路に就いていたかめりあ丸に代わりおがさわら丸を転用する計画があった。しかし折からの原油価格高騰を受け小笠原航路へのテクノスーパーライナー導入計画そのものが2005年（平成17年）に廃止され、更に東京都が代替策として父島での空港建設の検討を進める事となり、おがさわら丸の八丈島航路転用計画は実質頓挫。2014年にかめりあ丸に代わり橘丸が就航し、おがさわら丸も2016年に3代目に置き換えられた。

## 温泉
温泉施設も多く入浴料も安いため、温泉目的で訪れる旅行客も多い。
- ふれあいの湯
- やすらぎの湯
- 裏見ヶ滝温泉
- ブルーポート・スパ・ザ・BOON（休業中）
- みはらしの湯
- 洞輪沢温泉
- 足湯きらめき

## 海水浴場
火山島のため、溶岩を主体とした荒々しい岩場の海岸が多く、砂浜の海岸は少ない。唯一砂浜がある底土海水浴場が最も人気であり、他は監視員すら居らず閑散としている。
- 底土海水浴場 - 島内でほぼ唯一の砂浜の海水浴場。透明度が高くシュノーケリング・ダイビングスポットとしても人気。また、海の家が唯一開設される。一般的なビーチの環境があるため、毎年沢山の人が遊泳する。沖縄やハワイなどとは異なり、溶岩を主体とした黒色の砂浜である。潮の流れが速いため、外洋に出ないように遊泳可能エリアを制限している。
- 旧八重根 - 入り江の入り口に消波ブロックを設置した、タイドプール型の海水浴場。
- ヤケンヶ浜 - 旧八重根の隣にある海水浴場。溶岩を主体とした入り組んだ岩場があり、海底が急に深くなるため、単なる海水浴よりも、シュノーケリングやダイビングに向いている。
- 神湊海水浴場 - 神湊漁港の隣にある小さな砂場と磯の海水浴場。
- 乙千代ヶ浜 - 2つの入り江と人工タイドプールがある海水浴場。潮流の速い外洋との境界が無いため、注意が必要である。
- 藍ヶ江漁港 - 漁港の堤防内が、夏に海水浴場として開放される。
- 横間海水浴場 - 夏に海水浴場として、人工タイドプールが開放される。

## 特産品

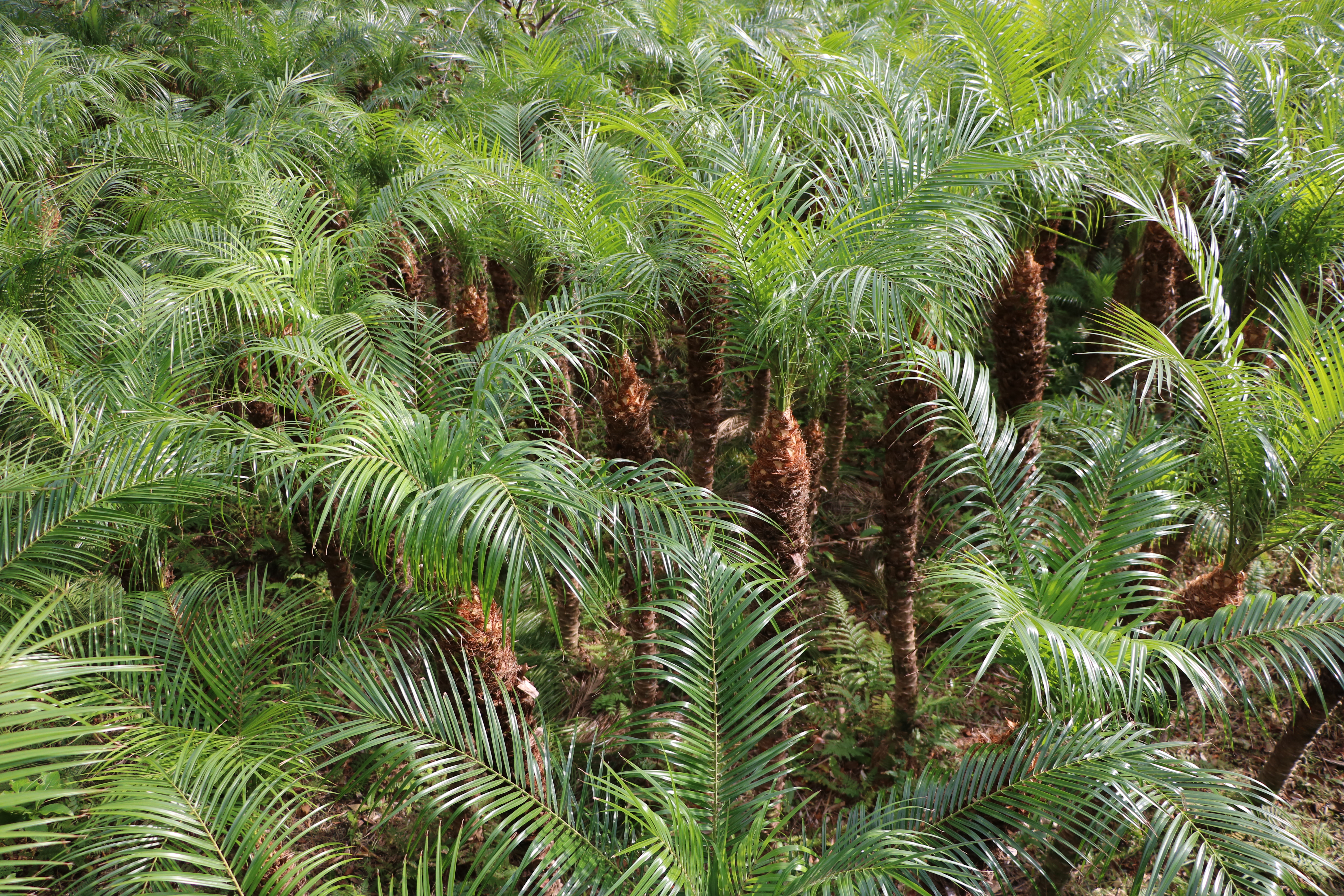
露地栽培されるシンノウヤシ。2017年11月八丈島三根地区。

くさや、明日葉、ハイビスカス、島焼酎といった特産品がある。
- くさや
- 明日葉
- 焼酎 - この島産の焼酎は、薩摩からの流人が伝えたといわれる。大半が麦焼酎で、芋焼酎と称しているものもあるが実際は芋・麦の混合である。
- 黄八丈
- シンノウヤシ（フェニックス・ロベレニー）。八丈島の人は普段はロベと呼んでいる。
- フリージア
- パッションフルーツ
- ぶど - 海藻を煮出して味付けした八丈島独自の郷土料理。
- 島寿司

## その他
離島が舞台になっている映画やドラマのロケ地として使われることがたびたびあり、主な作品に、映画『処刑の島』、『サイレン 〜FORBIDDEN SIREN〜』、『バトル・ロワイアル』、『トリック劇場版2』、『るにん』、『今日も嫌がらせ弁当』、CMに『ペプシコーラ』桃太郎篇、『乳酸菌ショコラ』などがある。
作曲家の團伊玖磨は、この島の風土を気に入り、1963年（昭和38年）に別荘（一度倒壊して、現存するものは2度目に建てられたものである）を建設し、毎年長期間に渡り滞在していた。八丈島での出来事は、連載随筆『パイプのけむり』などで記され、広く知られている。没後も團の名を被せたコンサートが開かれるなど、八丈島との縁は深い。
盆踊りの「高速マイム・マイム」が観光客を呼び込んでいる。これは末吉地区における盆踊りの曲目で、フォークダンスの「マイム・マイム」を段々テンポが速くなるバンド演奏の電子音楽で踊るものである。

## 出身者
- 玉置半右衛門 - 実業家
- 畑中葉子 - 歌手
- 杉浦双亮 - お笑い芸人（360°モンキーズ）
- 奥山武宰士 - サッカー選手（アルビレックス新潟）
- 岡本賢一 - 小説家
- 山本清史 - 映画監督
- 渋谷悠 - 劇作家・脚本家・映画監督・舞台演出家
- 菊池義郎 - 政治家
- 浅沼美智雄 - 政治運動家
- 浅沼一 - 将棋棋士
- 浅沼良次 - 郷土史家
- 天野花 - シンガーソングライター
- 奥山恵二 - レスリング選手、バルセロナオリンピック日本代表。
- 玉置周啓、加藤成順 - MONO NO AWARE ギターポップバンド
- 川越にこ - AV女優

架空の人物
- 朝香果林 -『ラブライブ!虹ヶ咲学園スクールアイドル同好会』の登場人物

## 八丈島が舞台となっている作品

### 伝説
- 丹那婆伝説 - 八丈島の始祖伝説のひとつ。大津波で唯一助かった妊婦が、後に生まれてきたわが子と交合し、子孫を増やしたという内容[51]。

### 小説
- 椿説弓張月 - 曲亭馬琴作・葛飾北斎画の読本。文化4年（1807年）から同8年（1811年）にかけて刊行。
- 流人島にて - 武田泰淳作。1953年発表。

- 夢の超特急 - 梶山季之のサスペンス小説。1963年発表。舞台の一つが八丈島である。
- 流され者 - 1980年代の羽山信樹の小説。甲良幹二郎の作画による同名劇画の原作者自身によるノベライズ。
- 海鳴りやまず 八丈流人群像 - 藤井素介作。1997年発表。第4回時代小説大賞受賞作。[52]
- るにんせん - 團紀彦作。奥田瑛二監督の映画『るにん』の原案にあたる。2003年発表。[53]
- 八丈島と、魔女の夏 - 小椋正雪作、水月悠イラストのライトノベル[54]。2012年発表。[55]

### エッセイ
- 今日も嫌がらせ弁当 - Kaori（ttkk）著。2015年。

### 実写映画
- ガンヘッド - 舞台となる「無人島8JO」は八丈島をモデルとしている。1989年。
- るにん - 團紀彦原案、奥田瑛二監督。2004年。
- 今日も嫌がらせ弁当 - 前出の同タイトルのエッセイの映画化作品。2019年。

### テレビドラマ
- ウルトラマンタロウ -第7話の舞台。1973年。[56]設定、セット撮影のみでロケ等はなかった模様[独自研究?]。
- 姑は名探偵 芹澤雅子 八丈島南国リゾート殺人事件 - フジテレビ『金曜エンタテイメント』にて放映。1997年。[57][58]

### 漫画
- 流され者 - 羽山信樹原作、甲良幹二郎作画。1973年 - 1977年。[59]
- しままん - 木瓜庵とbomiによる漫画。全2巻。2013年 - 2014年。[60][61]
- 常住戦陣！！ムシブギョー - 福田宏作。「蟲奉行様救出作戦」編は八丈島が舞台となる。
- 流されて八丈島~マンガ家、島にゆく~ - たかまつやよい作。2009年。八丈島に移住した漫画家の日常生活や島の情報が描かれている。(ぶんか社コミックス)[62]
  - 流されて八丈島 おたくマンガ家のテンパり島生活 - たかまつやよい作。2011年。[63]
  - 流されて八丈島 マンガ家、島にゆく5年め! - たかまつやよい作。2012年。[64]
  - 流されて八丈島 おひとり島ぐらし7年め - たかまつやよい作。2014年。[65]
  - 流されて八丈島 いよいよ10年! - たかまつやよい作。2016年。[66]
  - 流されて八丈島Final : これからも島で生きていきます - たかまつやよい作。2020年。[67]

### 劇場アニメ
- 名探偵コナン 黒鉄の魚影 - 2023年。八丈島近海に建設されたインターポールの海洋施設「パシフィック・ブイ」が主な舞台となっている[68]。

### テレビアニメ
- 夏色キセキ - 2012年。作中では明言されていないが八丈島観光協会によると、第8話・第9話で登場した「東京都の島」は八丈島であるという[69]。
- ムシブギョー - 2013年。[70]

### ミュージックビデオ
- MONO NO AWARE - 2ndアルバム『AHA』のリード曲「東京」のミュージックビデオ[71]。メンバー玉置周啓と加藤成順の故郷である八丈島で撮影した。

### 郷土誌
- 流人の島 - 八丈風土記 - 浅沼良次著。1959年、日本週報社[72]。

## 備考
- 軍記物である『小田原北条記』巻五には、伊豆国の領土となった経緯が次のように記されている。八丈島を発見したのは延徳年間（15世紀末）で、伊豆国加茂の住人の朝比奈六郎知明が島があるという噂を聞き、大船一艘に大勢で乗り下田より出航し、島の民家に「永久に伊豆国の領域である」と申し渡し、北条早雲にこの件を報告したところ、早雲は喜び、褒美として下田郷を与えた。氏政の代に板部岡江雪斎に島の統治が命ぜられたが、どうせ島の女と偏見を抱いていたところ、島民女性は色白で姿もあでやかで類稀だったので驚いたことが記述されている。
- 『八丈島年代記』の記述では、明応7年（1498年）の明応地震の際、代官の長門路七郎左衛門が入部の途中、新島ナカクラにて地震津波に襲われ、船と荷物を失い、その時、水夫1人も死亡したと記録される（『八丈島年代記』においても「伊豆国八丈島」と記される）。